# Alexis De Carne
Alexis De Carne (Stavele, 11 december 1848 - Roeselare, 16 december 1883) was een Vlaamse priester-dichter uit de omgeving van Guido Gezelle en Hugo Verriest.
De Carne was priester-leraar aan het Klein Seminarie Roeselare. Een van zijn collega’s was Hugo Verriest. Alexis De Carne was niet enkel priester-leraar, hij schreef ook romantische gedichten en studentenliederen. Wijd verspreid raakte zijn lied Stavele of 't watergat. Onder andere de gedichten Het Roodborstje, De Koning der Elzen en De eeuwige jager bleven van hem bewaard. Zijn bekendste dichtwerk is zeker het lied Kent gij de streek van God verkoren. Hij werkte intensief aan de vertaling van de Heliand uit het Middelnederlands maar kon dit niet voor zijn overlijden op 35-jarige leeftijd afwerken.  In die periode was hij tevens onderpastoor in de Sint-Michielsparochie te Roeselare.
In het centrum van Stavele is het Alexis Decarneplein naar de priester-dichter genoemd. Hier bevond zich vroeger uitgeverij Alexis De Carne (onbezet België) van de gebroeders De Carne. Zij voorzagen zichzelf van elektriciteit en leverden ook stroom aan het gemeentebestuur voor de elektrische lamp op de hoek van het huidige Alexis Decarneplein.

## Herdenking
In december 1983 werd De Carne in Stavele herdacht, naar aanleiding van de honderdste verjaardag van zijn overlijden. Een plechtige Mis werd gevolgd door een academische zitting.
Aan het geboortehuis van Alexis De Carne in de Zwanestraat 2 te Stavele, werd een gedenkplaat bevestigd.